# Блохівська хвиля
Блохівська хвиля (хвиля Блоха) — названа на честь Фелікса Блоха хвильова функція частинки (зазвичай електрона), розташованої в періодичному потенціалі. Складається з добутку плоскої хвилі на деяку періодичну функцію (періодична частина блохівської хвильової функції) unk(r), що має ту ж періодичність, що і потенціал.
{\displaystyle \psi _{n\mathbf {k} }(\mathbf {r} )=e^{i\mathbf {k} \cdot \mathbf {r} }u_{n\mathbf {k} }(\mathbf {r} ),}
де {\displaystyle u_{n\mathbf {k} }(\mathbf {r} )=u_{n\mathbf {k} }(\mathbf {r+n} )} — періодичні функції, k — хвильовий вектор частинки.
Згідно з теоремою Блоха, в такому вигляді можна представити все власні функції періодичної системи. Відповідні їм власні значення енергії En(k) = En(k + K) періодичні по векторах оберненої ґратки k. Оскільки рівні енергії, що відносяться до конкретного індексу n, змінюються неперервно по хвильовим векторам k, кажуть про енергетичну зоні з індексом n. Так як власні значення енергії при заданому n періодичні по k, то хвильовий вектор може бути заданий лише з точністю до векторів оберненої ґратки, все різні значення En(k) відповідають векторам k з першої зони Бріллюена оберненої ґратки, і розгляду підлягають саме вони.